# Meles anakuma
El tejón japonés (Meles anakuma) anaguma o mujina es una especie carnívoro de la familia Mustelidae. Es endémico en el Japón, donde se le encuentra en Honshu, Kyushu y Shikoku (incluyendo Shodoshima). La especie es más pequeña (en promedio 79 cm en machos) y  tiene menos dimorfismo sexual que el tejón europeo.

## Origen
La ausencia de tejones en la isla de Hokkaidō, y la presencia de su pariente Meles leucurus en Corea, sugiere que sus ancestros alcanzaron las islas del Japón por esta vía. Los estudios genéticos indican que existen diferencias sustanciales entre el tejón japonés y europeo, y que los tejones europeos son genéticamente más homogéneos.

## Hábitat
Los tejones japoneses son nocturnos e hibernan durante los meses más fríos del año. Hacia los dos años de edad, las hembras se reproducen y paren camadas de dos a tres cachorros en la primavera (marzo-abril). Vuelven a reproducirse poco tiempo después, pero difieren la implantación hasta el mes de febrero del año siguiente. Esta especie es más solitaria que el tejón europeo; no se asocian en grupos sociales y no forman parejas estables. Durante la temporada de apareamiento, el territorio de un macho interacciona con el de dos a tres hembras.

## Dieta
Esta especie posee una dieta omnívora que incluye gusanos, escarabajos, bayas y caquis.

## Amenazas
A pesar de ser una especie común su rango ha disminuido notablemente. Se distribuye en aproximadamente el 29 % del país, un área que ha disminuido un 7 % en los últimos 25 años. El incremento en el uso de la tierra y la agricultura y la competencia con los mapaches introducidos son su principal amenaza. La caza es legal, pero ha disminuido ostensiblemente desde la década de 1970.